# Кясму
Кя́сму (эст. Käsmu, нем. Kasperwiek, Hasterwieck) — деревня на севере Эстонии в уезде Ляэне-Вирумаа, волость Хальяла. До административно-территориальной реформы 2017 года входила в состав волости Вихула.

## География и описание
Расположена на полуострове Кясму, на берегу Финского залива. Высота над уровнем моря — 33 метра.
Климат умеренный. Официальный язык — эстонский. Почтовый индекс — 45601.

## Население
По данным переписи населения 2011 года в деревне проживали 105 человек, из них 102 (97,1%) — эстонцы.
По данным переписи населения 2021 года, число жителей деревни составляло 129 человек, из них 110 (85,3 %) — эстонцы.
Численность населения деревни Кясму:
| Год  | 1782 | 1858  | 1959  | 1970  | 2000  | 2011  | 2021  |
| ---- | ---- | ----- | ----- | ----- | ----- | ----- | ----- |
| Чел. | 153  | ↗ 195 | ↗ 212 | ↘ 135 | ↘ 114 | ↘ 105 | ↗ 129 |

## История
Впервые Кясму упомянута в 1453 году как побережье (strand tho Kesemo), принадлежащее мызе Каттентак (Ааспере, нем. Kattentack, эст. Aaspere mõis).
Первые сведения о деревне относятся к началу 16-го столетия (1524 год — Kazmekul), последующие данные — к началу 18-го столетия. В 1726 году в деревне было 9 крестьянских семей и 6 семей вольных людей; в 1871 году насчитывалось 19 хозяйств. В 1782 году в деревне проживали 153 человека, в 1858 году — 195.
Кясму издревле известна как портовая деревня и место судостроения. Первое судно в Кясму построили в 1697 году.
В середине 19-го столетия владельцы мызы Ааспере построили в Кясму первые дачи.
В 1884—1931 годах здесь было Кясмуское морское училище(эст. Käsmu merekool), в котором за все годы обучалось 1664 кадета, из которых более 500 стали капитанами и штурманами,  64 — капитанами дальнего плавания. Деревянное одноэтажное школьное здание с мансардой в настоящее время отреставрировано по старым фотографиям и внесено в Государственный регистр памятников культуры Эстонии.
В 1892 году в Кясму построили деревянный маяк и судно «Сальме» (эст. Salme), пересекавшее океан. Маяк внесён в Государственный регистр памятников культуры Эстонии. Это один из двух сохранившихся деревянных маяков в Эстонии. Маяк предназначался для входа в залив Кясму, и был построен по инициативе Морской школы Кясму, чтобы осенью, когда корабли возвращались домой, им было легче найти порт приписки.
В Кясму в свое время отдыхало семейство Лунгиных[уточнить], Анастасия Цветаева, московские концептуалисты и многие другие.
В 1926 году в Кясму было основано Общество судовладельцев Кясму (эст. OÜ Käsmu Laevaomanikud). В наше время многие жители деревни являются членами этого общества, его флаг можно увидеть на фасадах домов.
В Кясму находится Морской музей Кясму (эст. Käsmu Meremuuseum), расположенный в здании пограничной заставы времён Российской империи.
В советское время в деревне так же находилась пограничная застава, от которой до наших дней сохранилось несколько построек, а также отреставрированная 15 метровая сторожевая вышка. Кроме того, недалеко от вышки есть овощной погреб, который также использовался как штаб гражданской обороны, а в землю вкопана металлическая цистерна, которая предназначалась для укрытия офицеров.
С 2008 года в Кясму проводится музыкальный фестиваль «Viru Folk».

## Легенда об основании Кясму
Легендарным отцом-основателем деревни считается капитан Каспар. Он вёл свое судно через море вдоль берега. Возле территории современной Кясму корабль попал в сильный шторм и потерпел крушение. Из всей команды до берега добрался только Каспар, он вознёс молитву во спасение и дал обет возвести на этом самом месте часовню.

## Галерея

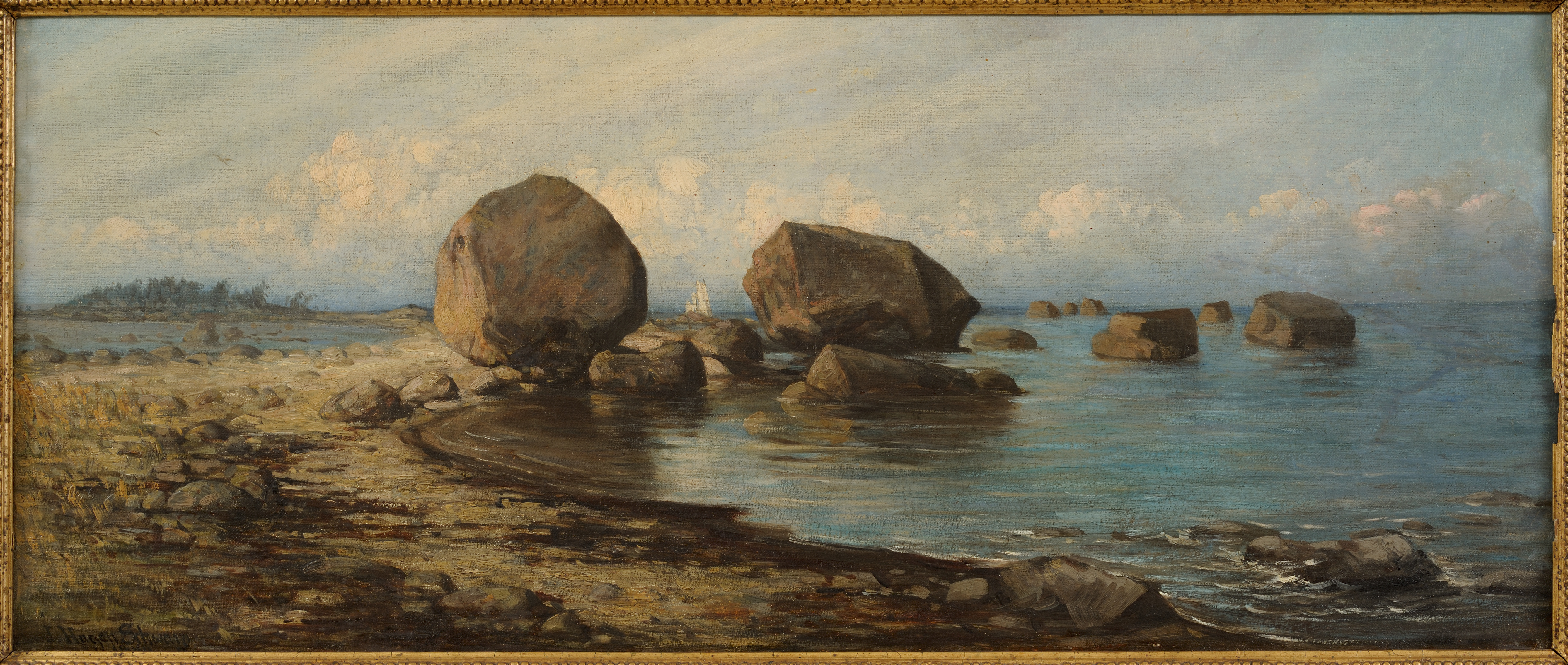
Берег Кясму. Юлия Гаген-Шварц
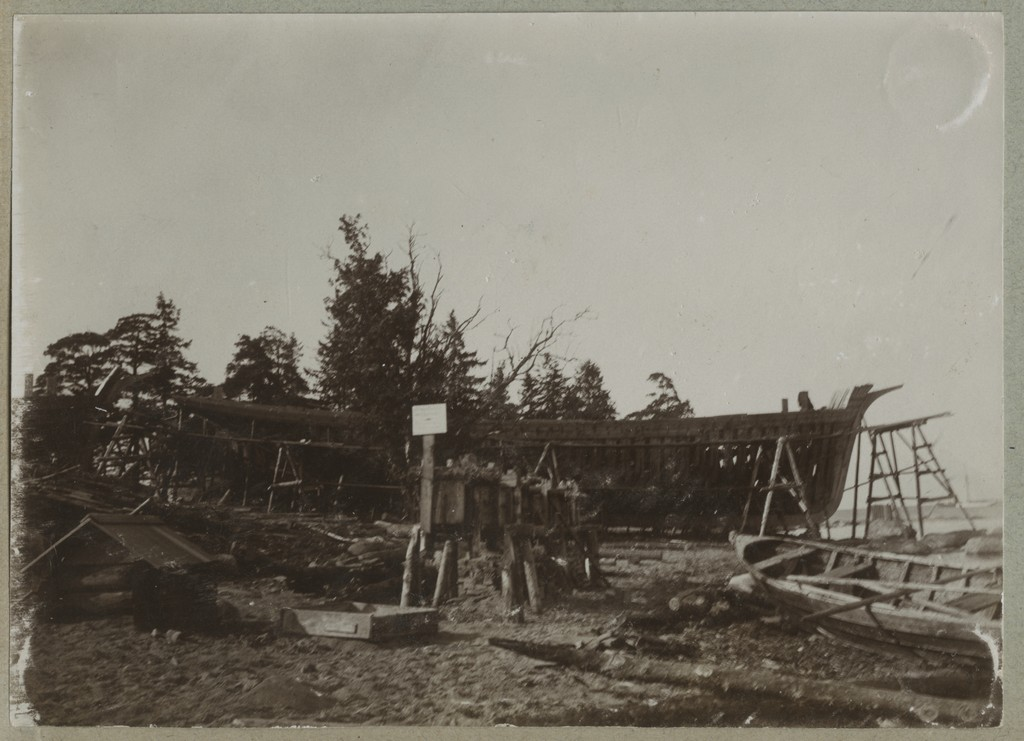
Строительство корабля в Кясму на рубеже XIX-XX веков
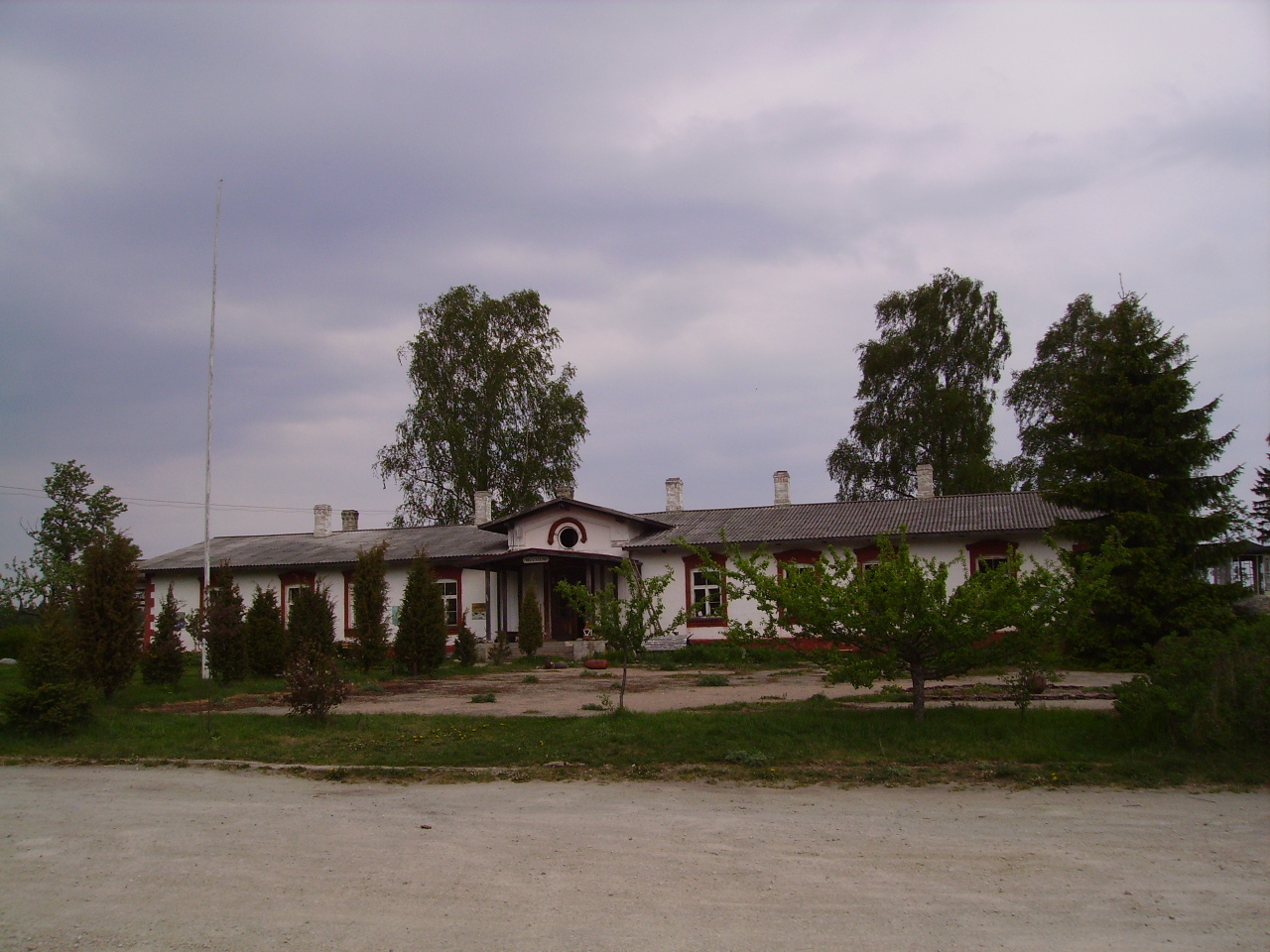
Морской музей
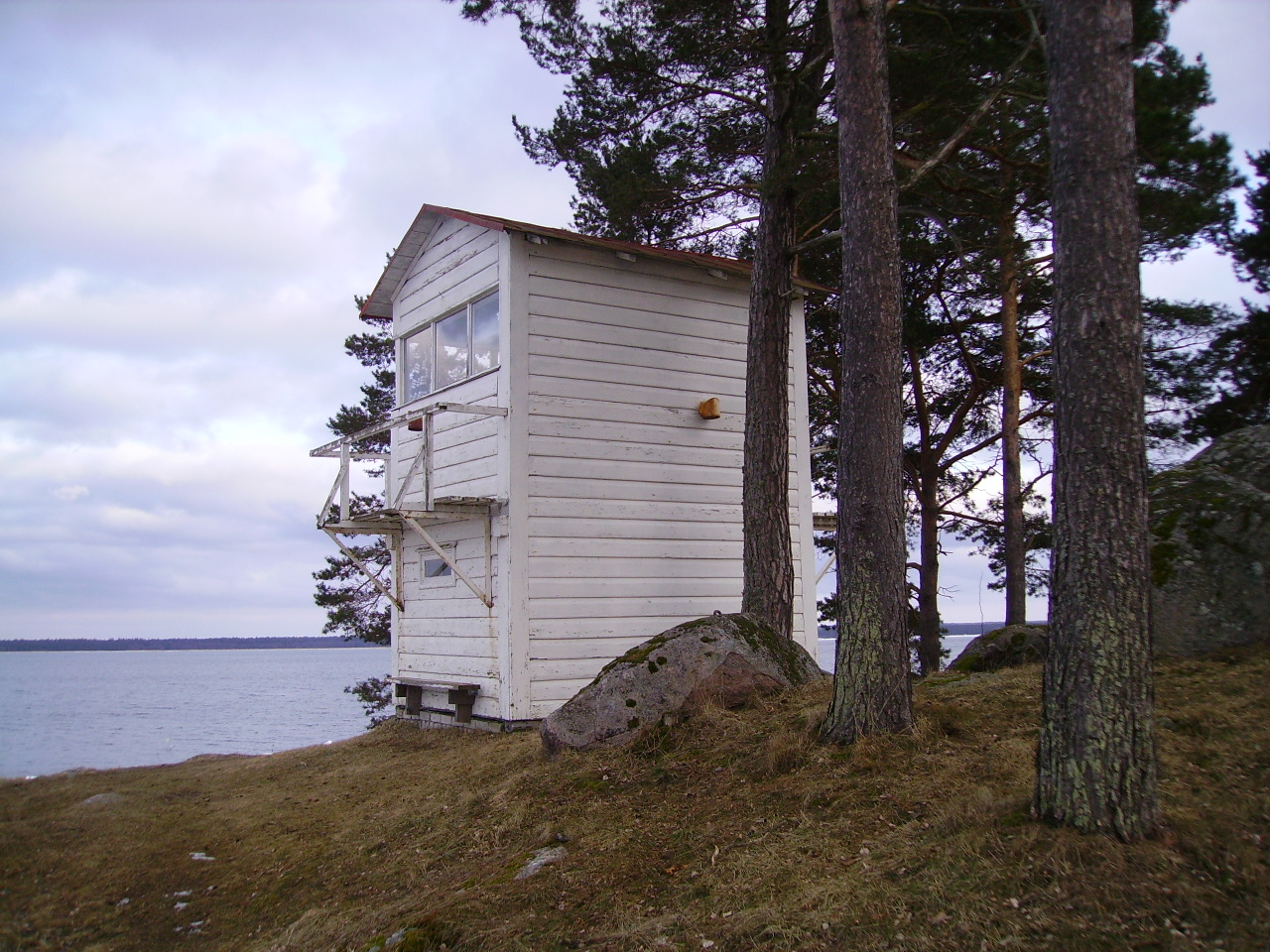
Маяк
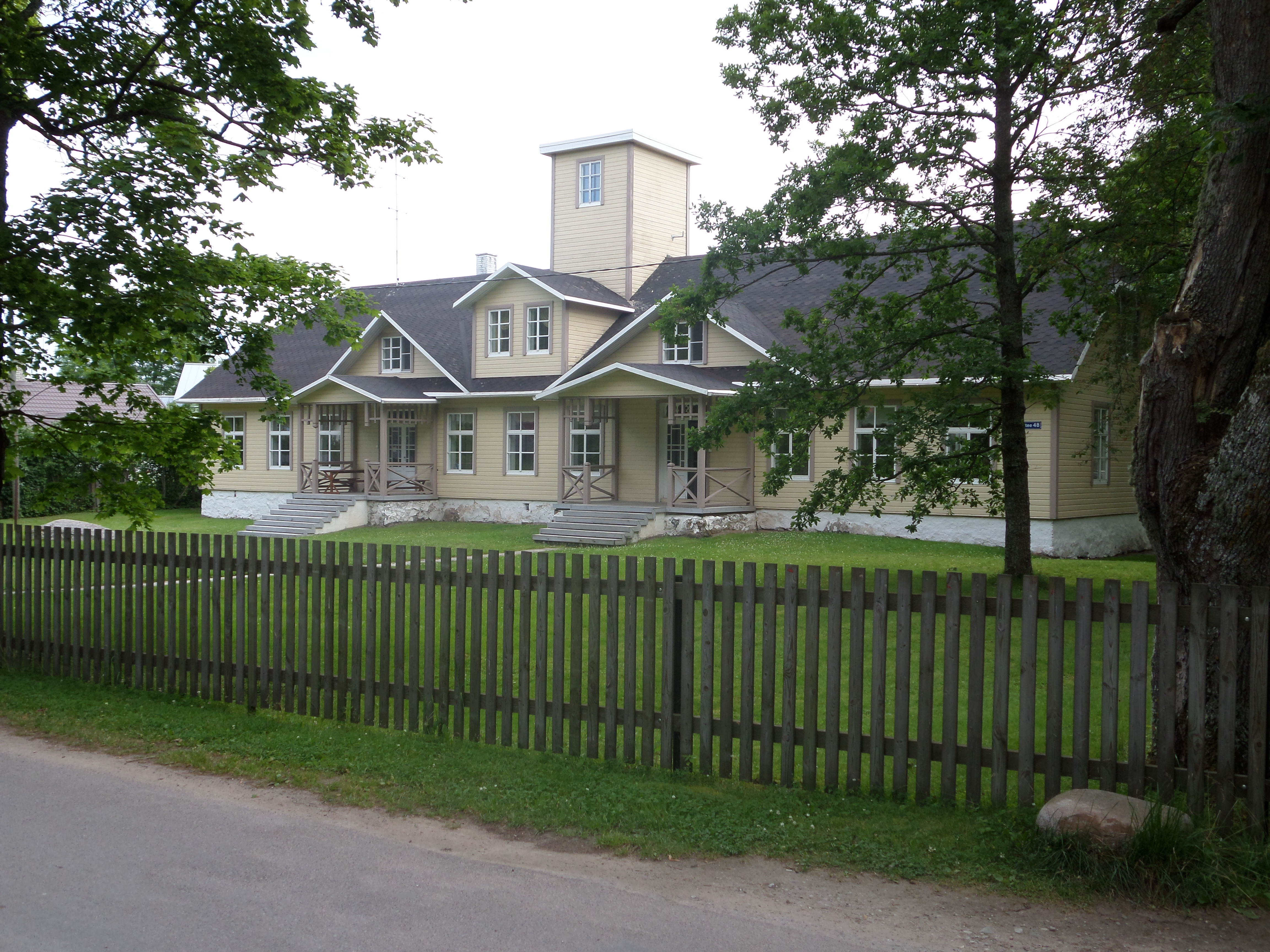
Морская школа Кясму
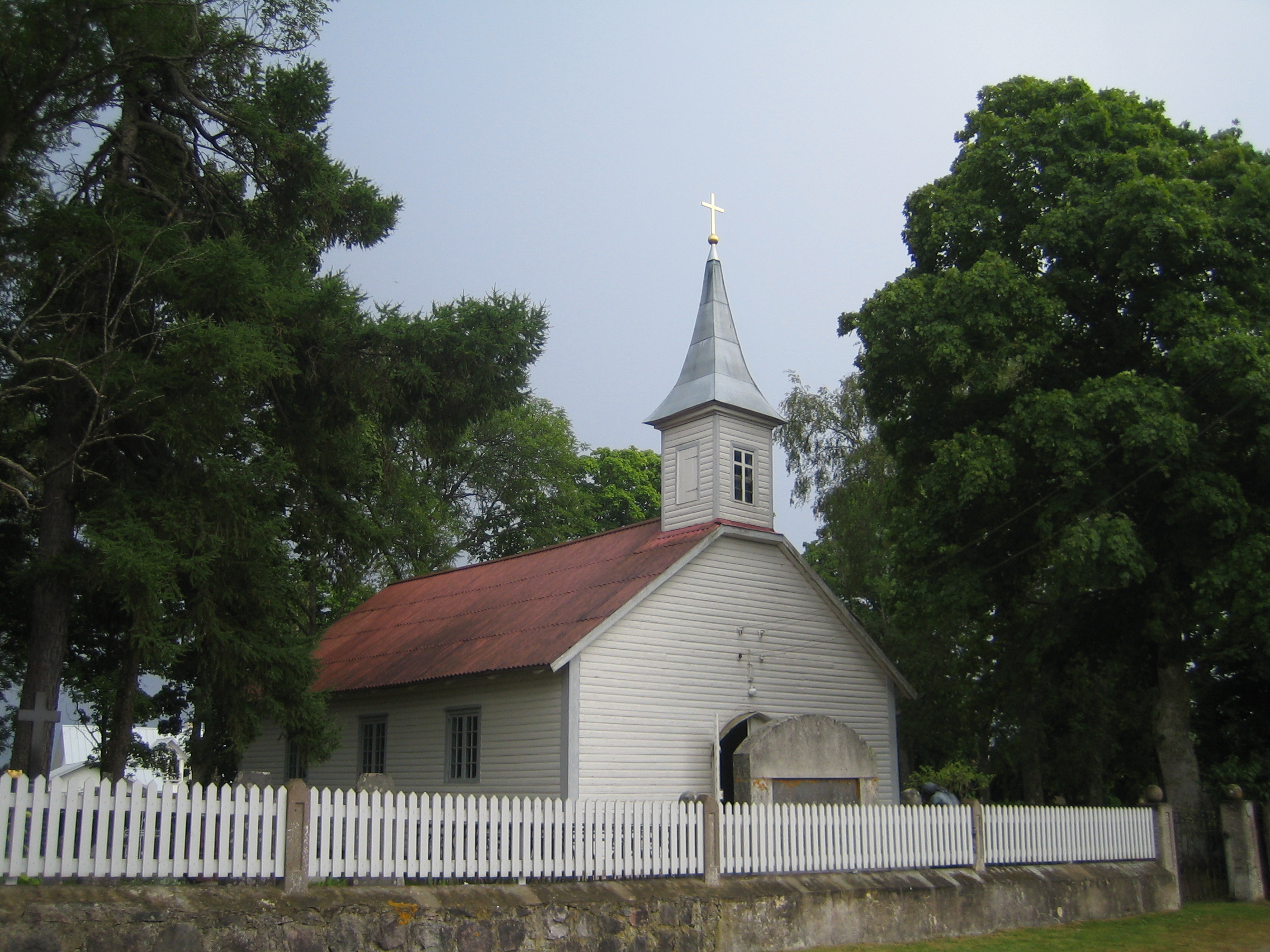
Церковь в Кясму
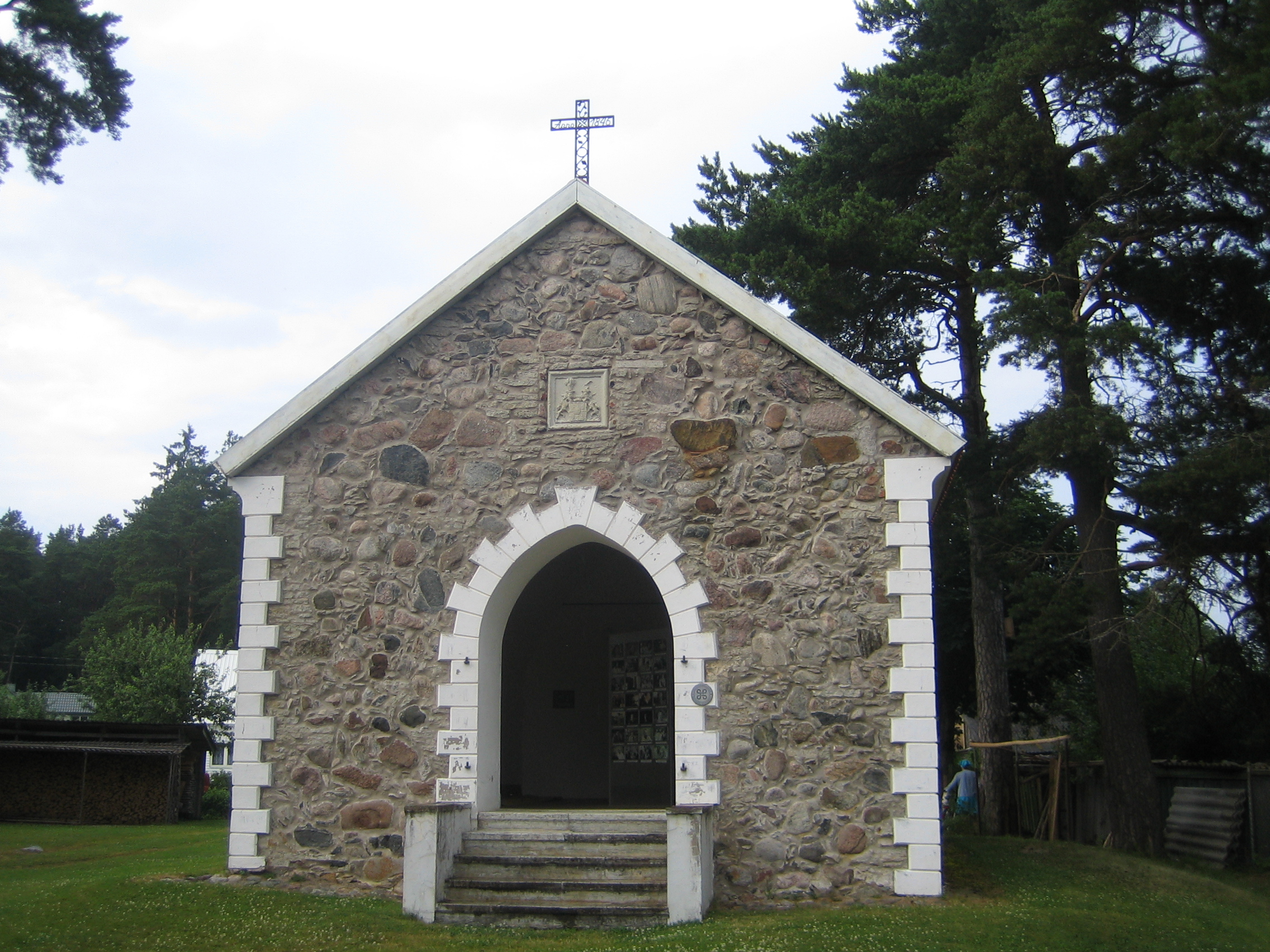
Часовня Деллингсгаузенов в Кясму
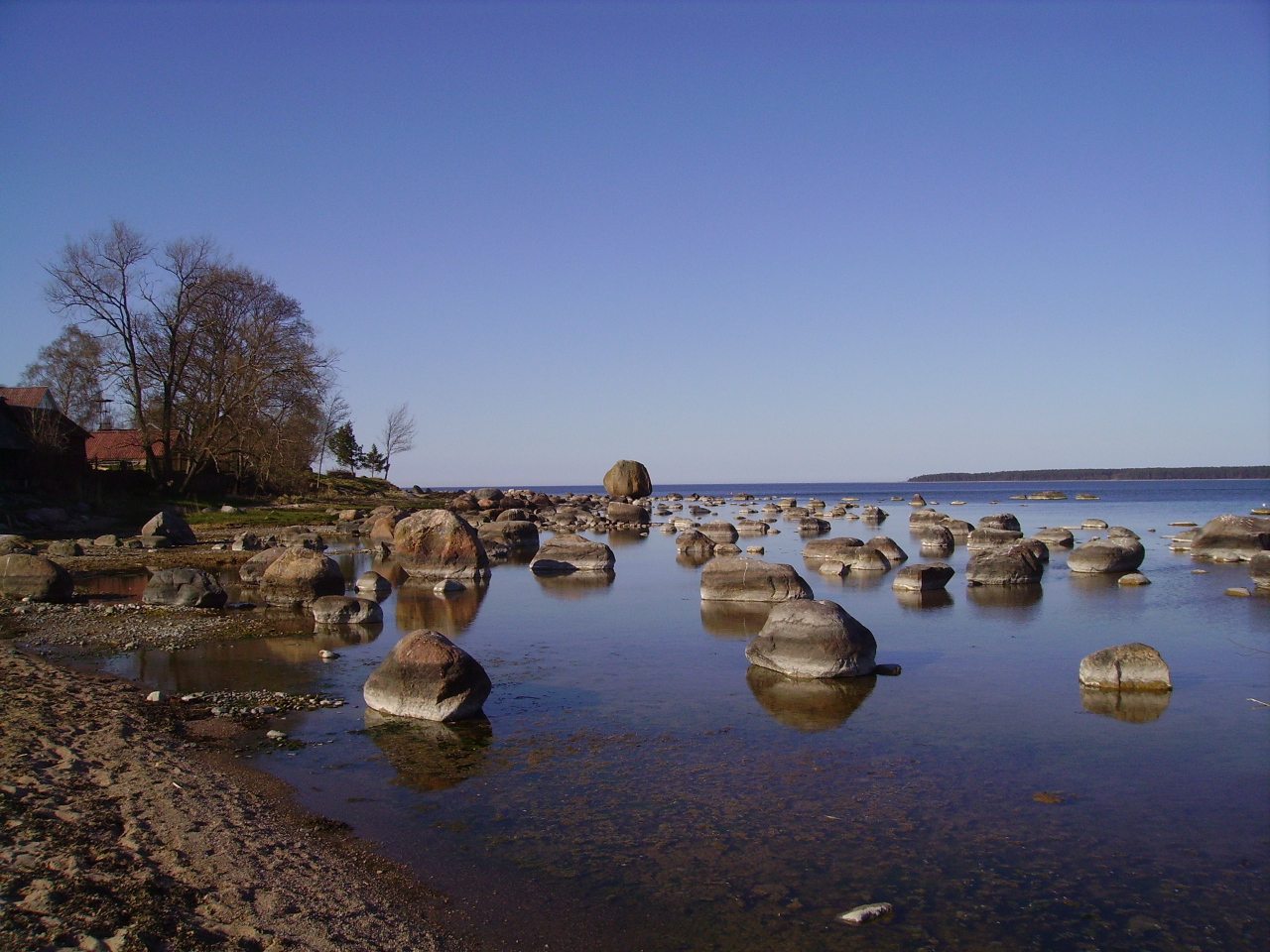
Валуны на берегу моря в Кясму
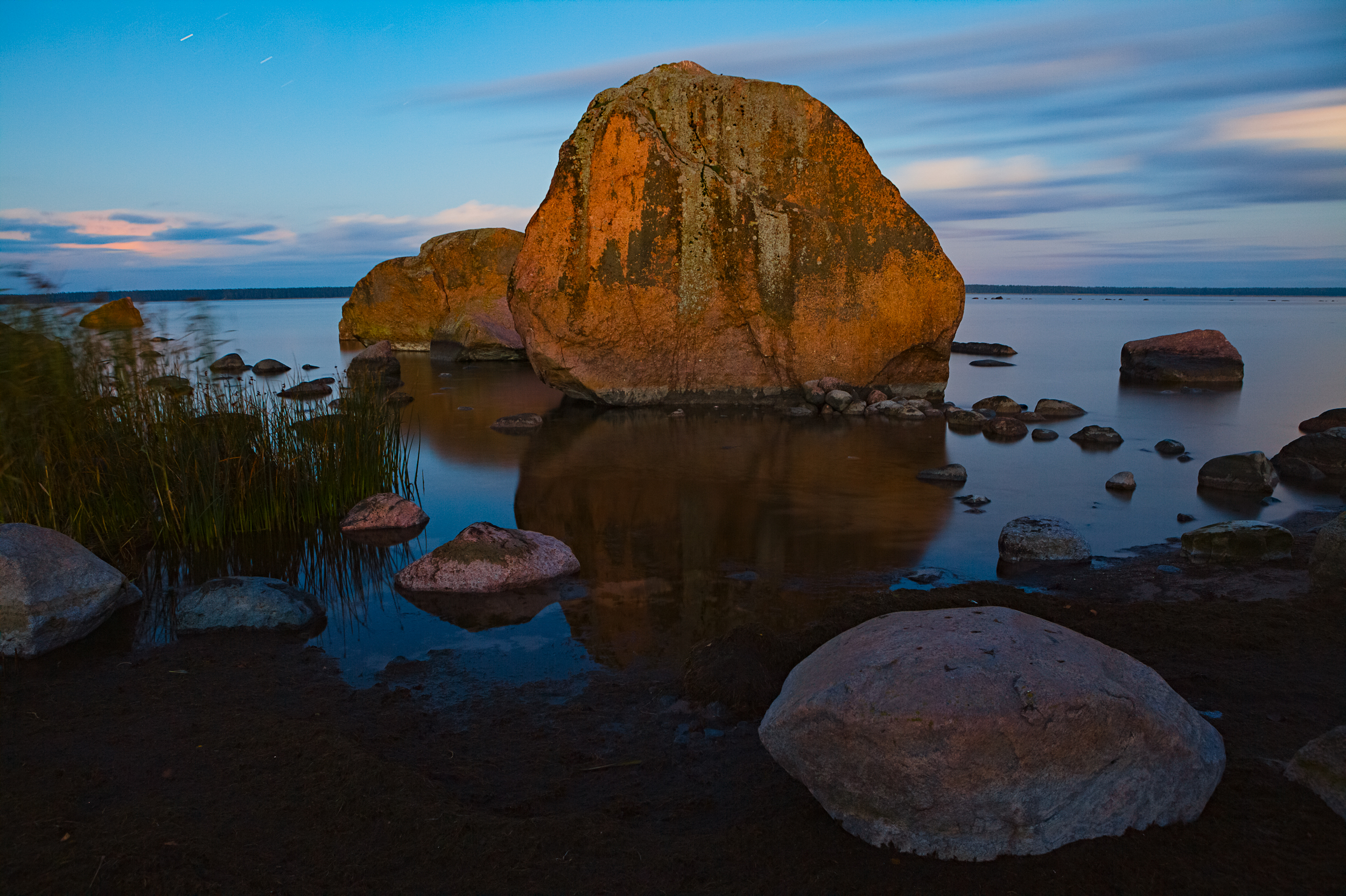
Камень Лемета